# Фолкман, Джуда
Мо́зес Джу́да Фо́лкман (англ. Moses Judah Folkman, 24 января 1933, Кливленд — 14 января 2008, Денвер) — американский цитолог, онколог, известный работами по теории ангиогенеза новообразований, на базе которых в 1990-е годы разработано новое поколение противораковых средств. Работы Фолкмана породили целую школу онкологических исследований (школа анти-ангиогенеза), основанную на постулате о том, что ограничение кровоснабжения опухоли способно замедлить её развитие.

## Биография
Фолкман, сын раввина, получил образование в университете штата Огайо (1953) и в медицинской школе Гарвардского университета (1957), в которой прослужил бо́льшую часть своей жизни. Впервые стал известным в научном сообществе ещё будучи студентом, как соавтор работ по хирургии рака печени и кардиостимуляторам.
В 1960-х годах служил хирургом в гражданском госпитале в Массачусетсе и в военном госпитале под Вашингтоном. На военной службе разработал новый тип имплантируемого носителя фармпрепаратов длительного действия, на базе которого выпускался препарат Norplant и т. п. Тогда же приступил к целенаправленному изучению связи между ростом опухолей и режимом кровообращения. В 1967 стал главным хирургом-онкологом Бостонской детской больницы медицинской школы Гарвардского университета.
В 1971 Фолкман впервые опубликовал изложение своей теории в New England Journal of Medicine; научному сообществу потребовалось десятилетие, чтобы признать её. Продолжая практические опыты, его лаборатория выделила первые ингибиторы ангиогенеза и начала клинические опыты с этими препаратами. В 1980-е — 2000-е годы Фолкман продолжал прикладные исследования в Гарварде и в детской больнице Бостона, где руководил отделением биологии сосудов. Всего за свою жизнь он опубликовал около 400 статей в реферируемых медицинских журналов и десятки монографий.
В 1992 за теорию ангиогенеза Фолкман получил премию Вольфа, а публичная слава пришла к нему только в 1998, когда новейшие противораковые препараты, такие, как авастин, только готовились к клиническим испытаниям. До сих пор научное сообщество разделено во взглядах на то, как именно работают такие препараты, но большинство поддерживает гипотезу Фолкмана.
В последнее десятилетие жизни Фолкман занимался исследованием течения онкологических заболеваний у больных с синдромом Дауна. Люди с синдромом Дауна, по статистике, болеют раком существенно реже умственно полноценных людей. Фолкман предполагал, что в генетическом коде больных синдромом Дауна существуют участки, ответственные за подавление новообразований, и что их можно выделить и использовать на благо всем людям. Эти работы остались незавершёнными. 14 января 2008 Фолкман скоропостижно скончался в зале ожидания аэропорта в Денвере.

## Награды и отличия
- Simon M. Shubitz Cancer Prize and Lectureship (1982)
- 1991 — Международная премия Гайрднера
- 1992 — Премия Вольфа по медицине
- 1996 — Премия имени Эрнста Шеринга[англ.]
- 1997 — Премия Мэссри
- 1997 — Премия Чарльза Мотта[англ.]
- 1998 — Медаль Джона Скотта
- 1998 — Премия Кэйо[англ.]
- 2001 — Медаль Бенджамина Франклина
- 2004 — Премия Принца Астурийского
- 2005 — Премия Фонда Уоррена Алперта[англ.]
- 2005 — Grand Prix Lefoulon-Delalande[3]
- 2010 — введён в Национальный зал славы изобретателей США